# Yoshinori
Yoshinori (jap. よしのり, ヨシノリ) – męskie imię japońskie.

## Możliwa pisownia
Yoshinori można zapisać używając różnych znaków kanji i może znaczyć m.in.:
- 佳範, „doskonały model”[1]
- 善範, „dobry, zakres”
- 義範, „sprawiedliwość, zakres”
- 義教, „sprawiedliwość, uczyć”
- 義則, „sprawiedliwość, prawo”
- 義紀, „sprawiedliwość, kronika”
- 圭宣, „kwadratowy klejnot, deklaracja”

## Znane osoby
- Yoshinori Ashikaga (義教), szósty siogun siogunatu Ashikaga
- Yoshinori Fujita (圭宣), japoński seiyū
- Yoshinori Kitase (佳範), japoński producent gier i scenarzysta
- Yoshinori Kobayashi (よしのり (善範)), japoński mangaka
- Yoshinori Natsume (義徳), japoński mangaka
- Yoshinori Satō, japoński wioślarz
- Yoshinori Shirakawa (義則), japoński generał
- Yoshinori Tateyama (義紀), japoński baseballista

## Fikcyjne postacie
- Yoshinori Ikeda (由紀), główny bohater mangi Yubisaki Milk Tea
- Yoshinori Miyamasu (義範), bohater mangi i anime Slam Dunk